# فالتر كايزر
فالتر كايزر (بالفرنسية: Walter Kaiser)‏ (2 نوفمبر 1907 إلى 25 فبراير 1982) لاعب كرة قدم ألماني محترف لعب في مركز مهاجم، لعب في فرنسا في نادي رين الفرنسي بين عامي 1930 و 1938، وهداف الدوري الفرنسي للدرجة الأولى موسم 1932-1933 ، جنبا إلى جنب مع روبرت ميرسييه، حيث أحرز 15 هدفاً.

## روابط خارجية
- فالتر كايزر على موقع قاعدة بيانات كرة القدم.إي يو (الإنجليزية)
- فالتر كايزر على موقع عالم كرة القدم.نت (الإنجليزية)